# Noriaki Kasai
Noriaki Kasai, japonski smučarski skakalec, * 6. junij 1972, Shimokawa, Hokkaido Japonska.
Kasai je član japonske skakalne reprezentance od leta 1988 in ja pravi rekorderski veteran smučarskih skokov, ki si lasti številne rekordne dosežke v tem športu. Med drugim ima največ posamičnih nastopov v svetovnem pokalu in tudi na drugih velikih prireditvah. V svoji vitrini ima tri olimpijska in sedem prvenstvenih odličij ter še naslov prvaka v poletih. Na letalnici v Vikersundu je 15.3.2024 letel prvič po letu 2019 in Pri 51 letih preletel 200m, dva dni pozneje je doskočil pri 212m.

## Tekmovalna kariera

### Pred skoki
Športu se je posvetil že v svojih zgodnjih letih. Najprej se je preizkusil kot tekač na dolge proge v atletiki. Bil je sicer dober v teku na 10 000 metrov, toda pri devetih letih se je v lokalnem klubu prvič srečal s skoki in od takrat je povsem posvečen temu športu.

### Začetki, 1988-91
Na tekmah za svetovni pokal se je prvič pojavil decembra 1988 v starosti dobrih 16 let na dveh domačih prireditvah v Saporu. Tam je 17. decembra na srednji skakalnici zasedel 31. mesto, naslednjega dne na večji napravi pa 26. mesto. Nato je februarja 1989 nastopil na svojem prvem Svetovnem prvenstvu, ki je bilo tedaj organizirano v finskem Lahtiju. Tedaj je bila Japonska še daleč od rezultatov, ki jih bo prikazovala v naslednjem desetletju. Kako daleč pove podatek, da so na moštveni tekmi med petnajstimi sodelujočimi reprezentancami nastopili z vsega tremi tekmovalci in zasedli prav zadnje 15. mesto.
Že v naslednji sezoni, 1989-90, je tedaj sedemnajstletni Kasai začel nastopati na vseh tekmah in se tudi uvrščati med petnajsterico, torej na mesta ki so tedaj prinašala točke. Do svojih prvih točk je prišel na tretji tekmi sezone 9. decembra v ameriškem Lake Placidu, ko je bil deveti in se s tem tudi prvič uvrstil med najboljšo deseterico. Že naslednji dan je ta rezultat še izboljšal, ko je bil sedmi. Sedmo mesto je najboljši dosežek v tisti sezoni, ki pa ga je dosegel še dvakrat. Vsega skupaj se je sedemkrat uvrstil med petnajsterico in zbral vsega skupaj 43 točk, ki so ga postavile na končno 24. mesto kot najbolje uvrščenega Japonca.
V sezoni 1990-91 Kasaiju ni šlo po željah saj je rezultatsko nazadoval. Na nobeni tekmi se mu ni uspelo uvrstiti se med petnajsterico, najboljši je bil osemnajsti, in na koncu se ni niti uvrstil na razpredelnico skupnega seštevka.

### 1992-94: vzpon med najboljše
Povsem drugače pa je bilo v naslednji sezoni, 1991-92, ko se je ponovno prebil med najboljše in dosegel tudi prve uvrstitve na oder za zmagovalce. 29. februarja 1992 v Lahtiju je s tretjim mestom nekoliko presenetil in prišel do prvih stopničk, potem ko je bil do tedaj najboljši šesti. Še boljši je bil v naslednjem mesecu, marcu, ko je bil najprej enkrat drugi nato pa prišel do svoje prve zmage. To je bilo 22. marca na tekmi, ki je štela dvojno. Tekma v Harrachovu je bila prirejena kot Svetovno prvenstvo v poletih, štela pa je tudi za svetovni pokal. Kasai jo je zanesljivo dobil s kar petnajstimi točkami prednosti pred drugouvrščenim Andreasom Goldbergerjem in dokazal, da ni samo dober skakalec pač pa tudi letalec. Na koncu je s 115 točkami sezono zaključil na skupno devetem mestu, medtem ko je v seštevku poletov zasedel sedmo.
V sezoni 1992-93 je tedaj dvajsetletni Kasai rezultatsko še bolj napredoval. Začel je sicer zelo spremenljivo, na prvih tekmah je bil enkrat sedmi, na preostalih pa niti ni bil na mestih, ki prinašajo točke. Vse to se je spremenilo, ko je prišla na vrsto Novoletna turneja. Tam je že na prvi tekmi v Oberstdorfu zasedel tretje mesto, nato pa na prestižni tekmi na novega leta dan v Ga-Paju celo zmagal. Zatem je na avstrijskem delu turneje bil ponovno na zmagovalnem odru, ko je zasedel tretje in drugo mesto ter turnejo končal na skupno drugem mestu. Zaostal je le za zmagovalcem Goldbergerjem. V nadaljevanju sezone je nato dosegal same vrhunske rezultate, vedno je bil med prvo deseterico in tudi dvakrat je uspel zmagati. Poleg teh posamičnih dosežkov je bil na finalu v Planici v postavi japonske ekipe, ki je dobila moštveno preizkušnjo. Vsega skupaj je zbral šest posamičnih uvrstitev na stopničke, od tega so tri zmage ter eno drugo in dve tretji mesti. V skupnem seštevku sezone je zasedel končno tretje mesto s 172 osvojenimi točkami. Zaostal je le za zmagovalcem, že omenjenim Golbergerjem in drugouvrščenim Čehom Jaroslavom Sakalo.
V sezoni 1993-94 je nadaljeval z uvrstitvami med najboljše. Na Novoletni turneji se je dvakrat povzpel na zmagovalni oder z drugim in tretjim mestom na avstrijski polovici turneje in v skupni razvrstitvi končal takoj za najboljšimi tremi, zasedel je nehvaležno četrto mesto. Nato je na prvi naslednji tekmi uspel zmagati. To je bilo 9. januarja v avstrijskem Muraju in s tem je zabeležil svojo peto zmago. To je bila njegova edina zmaga v tisti sezoni, poleg nje je bil še enkrat drugi in dvakrat tretji, torej skupno štiri uvrstitve na stopničke. Na koncu je bil v seštevku sezone uvrščen na šesto mesto s 526 točkami.
Februarja 1994 je nastopil na svojih drugih Olimpijskih igrah. Zimske olimpijske igre so bile takrat prirejene na norveškem v Lillehamerju in na njih je prišel do svoje prve medalje. To je bilo 22. februarja na ekipni tekmi, v japonski postavi pa so bili Jinja Nišikata, Takanobu Okabe, Kasai in Masahiko Harada.

### 1995-97: nazadovanje
V sezoni 1995-96 je nadaljeval s tekmovanjem, potem ko je eno leto pavziral. Vendar tokrat rezultatsko ni bil več tam kjer je bil prej. Sicer se je večinoma uvrščal med dobitnike točk toda po navadi na mesta druge polovice trideseterice. Najboljša rezultata sta eno deveto in dvanajsto mesto. Do konca je zbral samo 132 točk in sezono končal na skupno 36. mestu.
V naslednji sezoni, to je bila sezona 1996-97, se je nekoliko popravil in trikrat prišel do mest med prvo deseterico. Med njimi je tudi ena uvrstitev na oder za zmagovalce, ki jo je dosegel z drugim mestom na tekmi v domači Hakubi. To je bila zanj prva uvrstitev na stopničke po treh letih. V skupnem seštevku sezone je bil uvrščen na skupno 17. mesto s 351 osvojenimi točkami.

### 1998-2001: ponovno med najboljšimi
Po zadnjih dveh povprečnih sezonah je v sezoni 1997-98 ponovno prišel do spodobnejših rezultatov. Dosegel je trinajst uvrstitev med prvo deseterico, od tega je bil štirikrat na stopničkah. Med temi štirimi uvrstitvami je tudi zmaga, ki jo je dosegel na zadnji tekmi sezone v slovenski Planici. To je bila za Kasaija šesta zmaga in prva po dobrih štirih letih. Na koncu je v seštevku sezone zasedel deseto mesto s 720 točkami.
Februarja 1998 je nastopil na domačih Olimpijskih igrah, ki so bile v Naganu. Tam je nastopil zgolj na tekmi posameznikov kjer je zasedel sedmo mesto. Navkljub temu dobremu rezultatu pa na njegovo razočaranje ni bil uvrščen v japonsko postavo, ki je nastopila na moštveni preizkušnji. Tako je ostal na domačih igrah brez željenega odličja.
V sezoni 1998-99 je dosegal same dobre rezultate. Nastopil je na devetindvajsetih tekmah in se štiriindvajsetkrat uvrstil med najboljšo deseterico. Od tega je štirinajst uvrstitev na zmagovalni oder, šest zmag in eno drugo ter sedem tretjih mest. Eno zmago je dosegel na Novoletni turneji, ki jo je končal na drugem mestu, zaostal je le za Jannejem Ahonenom. Dve zmagi je uspel doseči na Nordijski turneji, ki jo je tudi dobil. Dobil je tudi zadnjo tekmo sezone v Planici in tako vknjižil tudi zmago na poletih, v katerih je bil skupno drugi. Vsega skupaj je zbral 1598 točk in v skupnem seštevku sezone pristal na tretjem mestu. Pred njim sta bila le zmagovalec Martin Schmitt in pa drugouvrščeni Ahonen.
Februarja 1999 se je udeležil Svetovnega prvenstva, ki je bilo organizirano v avstrijskem Ramsau. Tam je bil na posamični tekmi na srednji skakalnici peti, torej nedaleč od mest, ki prinašajo medalje. Nato je na večji napravi zasedel deseto mesto in zopet ostal brez odličja. Izšlo pa se mu je 20. februarja na moštveni preizkušnji kjer je japonska ekipa z drugim mestom osvojila srebrno medaljo. V postavi so bili Kasai, Hideharu Mijahira, Masahiko Harada in Kazujoši Funaki.
Nato je v sezoni 1999-00 sicer še vedno dosegal dobre rezultate, le tistih najboljših mest mu ni uspelo osvojiti. Tako je bil njegov najboljši rezultat sezone peto mesto, ki ga je zasedel trikrat, višje pa ni šel. Na koncu je v skupnem seštevku sezone zasedel 15. mesto s 436 točkami.
Februarja 2000 se je udeležil Svetovnega prvenstva v poletih, ki je bilo v Vikersundu in tam bil s petim mestom nedaleč od najboljših.
V sezoni 2000-01 je bil ponovno med najboljšimi. Že na uvodnih tekmah se mu je uspelo povzpeti se na stopničke z dvema drugima mestoma. Nato je na prvi tekmi Novoletne turneje bil ponovno drugi v Oberstdorfu, zatem pa celo zmagal na novoletni tekmi v Ga-Paju. Na tretji tekmi turneje v Innsbrucku je bil tretji in pred zadnjo tekmo mu je zelo dobro kazalo v skupni razvrstitvi turneje. Na Kasaijevo nesrečo pa se mu je nastop v Bischofshofnu povsem ponesrečil, bil je šele na 44. mestu, in na lestvici turneje je končal zgolj na 12. mestu. V nadaljevanju sezone se ni več uspel uvrstiti na zmagovalni oder, je pa zato zasedal mesta v prvi deseterici in je bil vedno v stiku z najboljšimi. Vsega skupaj je dosegel štiri uvrstitve na stopničke, od tega je ena zmaga in eno drugo ter dve tretji mesti. Poleg teh posamičnih dosežkov velja omeniti še vsaj eno moštveno preizkušnjo. In sicer tisto 19. januarja v Park Cityju, ko je japonska ekipa slavila zmago pred ostalimi moštvi. V postavi so bili Kazujoši Funaki, Kazuja Jošioka, Masahiko Harada in Kasai. Ob tej ekipni zmagi je bil še dvakrat na tretjem mestu z japonsko ekipo. V skupnem seštevku sezone je končal takoj za najboljšimi tremi na četrtem mestu s 728 točkami.

### 2002-08:
V sezoni 2001-02 je rezultatsko nazadoval. V celi zimi je dosegel vsega tri uvrstitve med prvo deseterico. Najboljši je bil 26. januarja v domačem Saporu, ko je s tretjim mestom se veselil edinih stopničk. Tako je ne preveč uspešno sezono končal na skupno 23. mestu z vsega 219 osvojenimi točkami.
Naslednjo sezono, 2002-03, je tedaj že tridesetletni Kasai odskakal v dveh različnih predstavah. Prvi del sezone ni bil nič posebnega, sicer se je uvrščal med trideseterico toda brez kakih vidnejših uspehov. Nato pa je v drugem delu nastopal kot prerojen in dosegal odlične rezultate. Med drugim je po dobrih dveh letih prišel do nove, svoje štirinajste zmage. To je bilo 9. februarja v nemškem Willingenu, ko sta s Mijahiro slavila dvojno japonsko zmago. Mimogrede, na tretjem mestu je bil takrat Robert Kranjec. Vsega skupaj je zbral devet uvrstitev med deseterico, od tega je ena zmaga, njegova edina uvrstitev na zmagovalni oder tiste sezone. Na koncu je v skupnem seštevku kot najbolje uvrščeni Japonec s 548 točkami zasedel trinajsto mesto.
Na Svetovno prvenstvo, ki je bilo februarja 2003 v italijanskem Val di Fiemmeju je Kasai prišel v zelo dobri formi in od tam odnesel odličja iz vseh treh prireditev. Najprej je 22. februarja na veliki napravi zasedel tretje mesto in osvojil bronasto medaljo. Naslednji dan je bil v japonski postavi, ki je na moštveni preizkušnji zasedla drugo mesto in osvojila srebrno medaljo. Nato je 28. februarja na srednji skakalnici ponovil dosežek iz večje naprave in poleg ekipnega srebra domov odnesel dve bronasti kolajni.
V sezoni 2003-04 je dosegal dobre rezultate. Med najboljšo deseterico se je uspel uvrstiti točno desetkrat, od tega so tri uvrstitve na oder za zmagovalce. Med njimi je njegova petnajsta zmaga v karieri, ki jo je uspel doseči 28. februarja v ameriškem Park Citiju. Vsega skupaj je zbral 631 točk in na koncu zasedel osmo mesto kot najboljši Japonec.
Sezona 2004-05 je bila za Sakaija razmeroma povprečna. Sicer se je dokaj redno uvrščal med dobitnike točk, manjkalo pa je vrhunskih rezultatov. Eno peto in dve šesti mesti so največ kar je uspel doseči in na koncu je v skupnem seštevku zasedel 16. mesto s 416 točkami.
V sezoni 2005-06 je še nekoliko nazadoval. Tri uvrstitve med najboljšo deseterico, med njimi četrto mesto doma v Saporu, so bili Sakaijevi presežki v tisti zimi. V skupnem seštevku sezone je zasedel zgolj 21. mesto za 249 osvojenih točk.
Sezona 2006-07 je bila za Noriakija zelo spremenljiva. Odprl jo je s petdesetim, zadnjim mestom na prvi tekmi. In to je bila sploh edina uvrstitev na uvodnih tekmah. Nato je na novoletni dan presenetil in zasedel tretje mesto v Ga-Paju. Drugi rezultati Novoletne turneje niso bili niti približno podobni in končal jo je šele na 34. mestu. Do konca sezone je nato bil le še enkrat med prvo deseterico z devetim mestom v Oslu. V skupnem seštevku sezone je na koncu pristal na 26. mestu z vsega 182 točkami.
Leta 2007 je bilo Svetovno prvenstvo organizirano v Noriakijevi domovini v Saporu. Tam je bil na tekmah posameznikov povprečen, na srednji napravi je bil šele na 34. mestu, na večji pa na 24. Zato pa je bil v japonski postavi, ki je na ekipni tekmi zasedla tretje mesto in pobrala bronasto medaljo. V bronasti postavi so bili Šoheji Točimoto, Takanobu Okabe, Daiki Ito in Kasai.
V sezoni 2007-08 je še bolj nazadoval. Sicer se je večinoma uvrščal med dobitnike točk toda bolj na mesta v drugi polovici trideseterice. Najboljši je bil dvakrat enajsti in na koncu je v skupnem seštevku zasedel 34. mesto s 122 točkami.

### 2009-13:
V sezoni 2008-09 je začel slabše, se v uvodnih tekmah večkrat uvrstil na sam rep trideseterice, in nato iz tekme v tekmo popravljal svoje rezultate ter se začel uvrščati čedalje višje. Potem ko je prišel že do nekaj uvrstitev med prvih deset mu je enkrat uspelo povzpeti se tudi na zmagovalni oder kjer ga ni bilo že dve leti. 8. februarja je v Willingenu zasedel tretje mesto kar so bile njegove edine stopničke v sezoni. Vsega skupaj je zbral osem uvrstitev med prvo deseterico in sezono končal na skupno 15. mestu s 409 točkami.
Februarja 2009 je nastopil na Svetovnem prvenstvu, ki je bilo organizirano v češkem Liberecu. Tam je na posamični tekmi srednje skakalnice zasedel zgolj trideseto mesto. Veliko bolje mu je kazalo na večji napravi kjer je v kvalifikacijah celo zmagal. Nato pa se mu na tekmi ni izšlo, bil je uvrščen šele na 32. mesto. Vse skupaj pa se je popravilo na moštveni preizkušnji kjer je japonska ekipa zasedla tretje mesto in osvojila bronasto odličje. V postavi so bili Šoheji Točimoto, Takanobu Okabe, Daiki Ito in Kasai, torej enaka postava kot pred dvema letoma, ki je takrat prav tako osvojila bron.
V pripravljalnem obdobju pred naslednjo zimo je nastopil na več tekmah za poletno Veliko nagrado in na eni od njih tudi zmagal. To je bilo 29. avgusta v Hakubi. Nato mu v sezoni 2009-10 ni šlo tako dobro. Sicer je osvajal mesta, ki prinašajo točke toda na vrh ni segel. Še najboljši je bil na domači tekmi v Saporu kjer je z drugim mestom osvojil edine stopničke v sezoni. Vsega skupaj je zbral pet uvrstitev med prvih deset in sezono zaključil na skupno 17. mestu s 344 točkami.
Februarja 2010 je v starosti 37 let nastopil že na svojih šestih Olimpijskih igrah. Tam je sicer nastopil dobro toda ne dovolj za osvojitev kakega odličja. Na posamičnih tekmah je bil sedemnajsti na srednji in osmi na večji skakalnici. Na moštveni preizkušnji pa je njegova ekipa zasedla peto mesto. Tako je moral osvojitev nove olimpijske medalje prestaviti na naslednje igre.
V sezoni 2010-11 je le enkrat prišel med prvih deset. Tako je bil njegov najboljši rezultat peto mesto, ki ga je zasedel v Zakopanih. V skupnem seštevku sezone je s 197 točkami končal na 25. mestu.
Sezona 2011-12 je bila njegova najslabša v zadnjih dveh desetletjih. Točke je osvojil na vsega sedmih tekmah, pa še to z izjemo enega petnajstega mesta, je bil po navadi povsem na repu trideseterice. Tako je skupno osvojil samo 45 točk in zasedel 51. mesto v skupnem seštevku sezone, ki mu ni šla po željah in je bolj za pozabo.
Toda kljub starosti 40 let in izredno slabim rezultatom v zadnji sezoni je Kasai vztrajal in se nato v sezoni 2012-13 počasi a zanesljivo tudi pobral. Tako je sezono začel s 19. mestom, nadaljeval z desetim in nato celo sedmim mestom ter krize je bilo konec. Do finala v Planici je redno osvajal točke nato pa v zadnjih tekmah sezone v Sloveniji z dvema četrtima mestoma prišel povsem v bližino odra za zmagovalce. Vsega skupaj je zbral pet uvrstitev med prvih deset in sezono končal na skupno 24. mestu s 328 osvojenimi točkami.

### 2014-16:
Pred naslednjo zimo je nastopal na tekmah za poletno Veliko nagrado in na njih dosegel nekaj uspehov. Najprej je 27. julija 2013 bil v japonski postavi, ki je zmagala na tekmi mešanih ekip v Hinterzartnu. V postavi so bili Juki Ito, Kasai, Sara Takanaši in Juta Watase. Nato je 24. avgusta dobil posamično tekmo v Hakubi, ki sta jo zmagala s povsem enakim točkovnim izkupičkom skupaj s Jernejem Damjanom. Zatem je v sezoni 2013-14 tekmoval kot prerojen in se ponovno uvrščal med najboljše. Po več uvrstitvah med prvih deset na uvodnih tekmah je 15. decembra v Titisee-Neustadtu zasedel tretje mesto in s tem po treh letih ponovno stal na zmagovalnem odru. Dober je bil tudi na Novoletni turneji, ki jo je zaključil na petem mestu. Nato pa je 11. januarja na Kulmski letalnici po desetih letih dosegel novo zmago v svetovnem pokalu, in sicer svojo šestnajsto. S to zmago je pri 41 letih postal najstarejši zmagovalec tekme za svetovni pokal. Vsega skupaj je bil na stopničkah šestkrat, od tega je ena zmaga in pet tretjih mest. V skupnem seštevku sezone je zasedel peto mesto s 1062 osvojenimi točkami.
Februarja 2014 je nastopil že na svojih sedmih Olimpijskih igrah, ki so bile takrat organizirane v ruskem Sočiju. Od tam je domov odnesel dve medalji in s postavljenim rekordom najstarejšega dobitnika odličja smučarskih skakalcev. Najprej je nastopil na posamični tekmi na srednji skakalnici in zasedel osmo mesto. Nato je dne 15. februarja na večji napravi zasedel drugo mesto in se okitil s srebrno medaljo. Še drugo medaljo na teh igrah, tokrat bronasto, je prejel na moštveni preizkušnji kjer je japonska postava zasedla tretje mesto. V bronasti ekipi so bili Reruhi Šimicu, Taku Takeuči, Daiki Ito in Kasai.
V sezoni 2014-15 je že na uvodnih tekmah začel vrhunsko. Na prvi tekmi je bil šesti, na drugi že tretji, na tretji pa je celo uspel zmagati. To je bilo dne 29. novembra na finskem v Kuusamu in Kasai se je veselil svoje sedemnajste zmage, ki jo je dosegel skupaj s še enim skakalnim veteranom, Švicar Simon Ammann je imel namreč enako število točk in s Kasaijem sta zabeležila dvojno zmago. V nadaljevanju sezone se je konstantno uvrščal med najboljše, le štirikrat je bil uvrščen izven prve deseterice, in bil ves čas v stiku z najboljšimi. Vsega skupaj je zbral šest uvrstitev na stopničke, od tega je ena zmaga, dve drugi in tri tretja mesta. V skupnem seštevku sezone je nabral 1137 zočk in zasedel šesto mesto.
Februarja 2015 je nastopil na Svetovnem prvenstvu, ki je bilo organizirano v Falunu na švedskem. Tam se mu je najprej ponesrečil nastop na srednji skakalnici kjer je bil šele petintrideseti. Zato pa je naslednjega dne na isti napravi na tekmi mešanih ekip bil v postavi, ki je s tretjim mestom osvojila bronasto medaljo. V postavi japonske ekipe so bili Sara Takanaši, Kasai, Juki Ito in Taku Takeuči. V nadaljnjih tekmah prvenstva je Kasai na večji napravi zasedel enajsto mesto, nato pa na isti skakalnici v moštveni preizkušnji zasedel nehvaležno četrto mesto.
V sezoni 2015-16 je ponovno dosegal vrhunske rezultate. Sicer mu tokrat ni uspelo zmagati, je pa bil na večini tekem med najboljšimi. Vsega skupaj je zbral devetnajst uvrstitev med najboljšo deseterico, od tega je pet tretjih mest, ki so ga pripeljala do skupnega števila šestdesetih uvrstitev na oder za zmagovalce. Po koncu sezone jih je imel ravno enainšestdeset in to ga uvršča med najboljše v zgodovini tega športa. Poleg tega je v tej sezoni kot prvi v zgodovini skokov zbral petstoti nastop v svetovnem pokalu, kar je svojevrsten rekord saj mu drugi niso niti blizu. Vsega skupaj je v tej sezoni zbral 909 točk in zasedel skupno osmo mesto.
Januarja 2016 je nastopil na svojem rekordnem, desetem Svetovnem prvenstvu v poletih, ki je bilo prirejeno v Avstriji na Kulmski letalnici. Tam je po treh serijah poletov zasedel peto mesto in bil nedaleč od odličij. Njegov prvi polet je bil 240.5 metra daleč kar je njegov dotedanji osebni rekord.

## Kasaijevi rekordi
Zaradi dolgoletne in uspešne prisotnosti v skakalnem športu si Noriaki lasti številne rekordne dosežke. Kljub temu, da je večina rekordov neuradnih je januarja 2016 od Guinnessove knjige rekordov prejel certifikata za največje število nastopov na svetovnih prvenstvih in največje število posamičnih nastopov na tekmah za svetovni pokal.
Tako si lasti rekordno število nastopov v svetovnem pokalu, po sezoni 2015-16 jih je imel točno 502. Kot prvi je zabeležil petstoti nastop, to je bilo v Planici dne 17. marca 2016. Ob tej priložnosti je od planiških organizatorjev v dar prejel oblekico, dres za hčerko s številko 500 na njej. Ima tudi največje število uvrstitev med trideseterico, 428. In je najstarejši zmagovalec svetovnega pokala s 42 leti in 176 dnevi in s 43 leti in 272 dnevi najstarejši na stopničkah.
Kar se tiče svetovnih nordijskih prvenstev je rekorder v številu nastopov saj je bil že na trinajstih. Je tudi najstarejši moštveni prejemnik odličja z 42 leti in 261 dnevi. Na zimskih olimpijskih igrah, tekmoval je na sedmih, ima rekord kot najstarejši prejemnik posamičnega (41 let, 254 dni) in ekipnega odličja (41 let, 256 dni). Je rekorder tudi po številu nastopov na svetovnih prvenstvih v poletih, udeležil se jih je deset. Na desetem, leta 2016 je s poletom 240.5 metra postavil svoj daljinski rekord, ki velja tudi kot najdaljši polet kakega 35 in 40 let starega tekmovalca. Leto dni kasneje je na tekmi za svetovni pokal na letalnici Vikersundbakken ta dosežek še popravil, ko je poletel vse do 241.5 metra.
Februarja 2018 je nastopil na ZOI 2018, že njegovih osmih olimpijskih igrah. Ob tem izpostavlja, da še ne namerava v pokoj. Kasai je po izračunih nemškega časnika Die Zeit na dotedanjih 537 tekmah v svetovnem pokalu vsega skupaj skočil 156 kilometrov daleč.

## Osebno
Leta 2014 se je poročil s Reino, ki jo je zasnubil po osvojitvi srebrne olimpijske medalje. Dne 13. januarja 2016 je izgubil mlajšo sestro Kumiko Maekava, ki je umrla v 39. letu starosti. Nedolgo zatem, 30. januarja 2016 je postal oče, ko mu je žena rodila hčerko.

## Dosežki v svetovnem pokalu

### Uvrstitve po sezonah
| Sezona  | Skupno | Poleti | JP  | Novoletna | Nordijska |
| ------- | ------ | ------ | --- | --------- | --------- |
| 1988-89 | –      | N/A    | N/A | –         | N/A       |
| 1989-90 | 24.    | N/A    | N/A | 19.       | N/A       |
| 1990-91 | –      | –      | N/A | 73.       | N/A       |
| 1991-92 | 9.     | 7.     | N/A | –         | N/A       |
| 1992-93 | 3      | –      | N/A | 2         | N/A       |
| 1993-94 | 6.     | 19.    | N/A | 4.        | N/A       |
| 1995-96 | 36.    | 26.    | 36. | 10.       | N/A       |
| 1996-97 | 17.    | 23.    | 15. | 24.       | 11.       |
| 1997-98 | 10.    | 13.    | 10. | 24.       | 4.        |
| 1998-99 | 3      | 2      | 4.  | 2         | 1         |
| 1999-00 | 15.    | 10.    | 14. | 20.       | 9.        |
| 2000-01 | 4.     | 8.     | N/A | 12.       | 23.       |
| 2001-02 | 23.    | N/A    | N/A | 31.       | 20.       |
| 2002-03 | 13.    | N/A    | N/A | 23.       | 6.        |
| 2003-04 | 8.     | N/A    | N/A | 8.        | 10.       |
| 2004-05 | 16.    | N/A    | N/A | 11.       | 26.       |
| 2005-06 | 21.    | N/A    | N/A | 9.        | 15.       |
| 2006-07 | 26.    | N/A    | N/A | 34.       | 20.       |
| 2007-08 | 34.    | N/A    | N/A | 34.       | 30.       |
| 2008-09 | 15.    | 20.    | N/A | 13.       | 13.       |
| 2009-10 | 17.    | –      | N/A | 11.       | 8.        |
| 2010-11 | 25.    | 31.    | N/A | 31.       | N/A       |
| 2011-12 | 51.    | 45.    | N/A | 33.       | N/A       |
| 2012-13 | 24.    | 17.    | N/A | 42.       | N/A       |
| 2013-14 | 5.     | 2      | N/A | 5.        | N/A       |
| 2014-15 | 6.     | 4.     | N/A | 4.        | N/A       |
| 2015-16 | 8.     | 5.     | N/A | 7.        | N/A       |
| 2016-17 | 15.    | 4.     | N/A | 29.       | N/A       |
| 2017-18 | 26.    | 9.     | N/A | 40.       | N/A       |

Opomba: oznaka N/A pomeni, da tekmovanja ni bilo na sporedu

### Uvrstitve na stopničke po sezonah
| Sezona  | 1  | 2  | 3  | Skupaj |
| 1988-89 | -  | -  | -  | -      |
| 1989-90 | -  | -  | -  | -      |
| 1990-91 | -  | -  | -  | -      |
| 1991-92 | 1  | 1  | 1  | 3      |
| 1992-93 | 3  | 1  | 2  | 6      |
| 1993-94 | 1  | 1  | 2  | 4      |
| 1995-96 | -  | -  | -  | -      |
| 1996-97 | -  | 1  | -  | 1      |
| 1997-98 | 1  | 1  | 2  | 4      |
| 1998-99 | 6  | 1  | 7  | 14     |
| 1999-00 | -  | -  | -  | -      |
| 2000-01 | 1  | 2  | 1  | 4      |
| 2001-02 | -  | -  | 1  | 1      |
| 2002-03 | 1  | -  | -  | 1      |
| 2003-04 | 1  | 1  | 1  | 3      |
| 2004-05 | -  | -  | -  | -      |
| 2005-06 | -  | -  | -  | -      |
| 2006-07 | -  | -  | 1  | 1      |
| 2007-08 | -  | -  | -  | -      |
| 2008-09 | -  | -  | 1  | 1      |
| 2009-10 | -  | 1  | -  | 1      |
| 2010-11 | -  | -  | -  | -      |
| 2011-12 | -  | -  | -  | -      |
| 2012-13 | -  | -  | -  | -      |
| 2013-14 | 1  | -  | 5  | 6      |
| 2014-15 | 1  | 2  | 3  | 6      |
| 2015-16 | -  | -  | 5  | 5      |
| 2016-17 | -  | 1  | 1  | 2      |
| 2017-18 | -  | -  | -  | -      |
| 2018-19 | -  | -  | -  | -      |
| Skupaj  | 17 | 13 | 33 | 63     |

### Zmage (17)
| Št. | Sezona  | Datum             | Prizorišče               | Skakalnica                    | Velikost  |
| --- | ------- | ----------------- | ------------------------ | ----------------------------- | --------- |
| 1.  | 1991-92 | 22. marec 1992    | Harrachov                | Čerťák K180                   | Letalnica |
| 2.  | 1992-93 | 1. januar 1993    | Garmisch-Partenkirchen   | Große Olympiaschanze K107     | Velika    |
| 3.  | 1992-93 | 23. januar 1993   | Predazzo                 | Trampolino dal Ben K120       | Velika    |
| 4.  | 1992-93 | 6. marec 1993     | Lahti                    | Salpausselkä K90              | Srednja   |
| 5.  | 1993-94 | 9. januar 1994    | Murau                    | Hans-Walland Großschanze K120 | Velika    |
| 6.  | 1997-98 | 22. marec 1998    | Planica                  | Bloudkova velikanka K120      | Velika    |
| 7.  | 1998-99 | 3. januar 1999    | Innsbruck                | Bergiselschanze K120          | Velika    |
| 8.  | 1998-99 | 29. januar 1999   | Willingen                | Mühlenkopfschanze K120        | Velika    |
| 9.  | 1998-99 | 31. januar 1999   | Willingen                | Mühlenkopfschanze K120        | Velika    |
| 10. | 1998-99 | 9. marec 1999     | Trondheim                | Granåsen K120 (nočna tekma)   | Velika    |
| 11. | 1998-99 | 14. marec 1999    | Oslo                     | Holmenkollbakken K115         | Velika    |
| 12. | 1998-99 | 21. marec 1999    | Planica                  | Velikanka bratov Gorišek K185 | Letalnica |
| 13. | 2000-01 | 1. januar 2001    | Garmisch-Partenkirchen   | Große Olympiaschanze K115     | Velika    |
| 14. | 2002-03 | 9. februar 2003   | Willingen                | Mühlenkopfschanze K120        | Velika    |
| 15. | 2003-04 | 28. februar 2004  | Park City                | Utah Olympic Park K120        | Velika    |
| 16. | 2013-14 | 11. januar 2014   | Tauplitz/Bad Mitterndorf | Kulm HS200                    | Letalnica |
| 17. | 2014-15 | 29. november 2014 | Kuusamo                  | Rukatunturi HS142             | Velika    |